# Resolutie 2344 Veiligheidsraad Verenigde Naties
Resolutie 2344 van de Veiligheidsraad van de Verenigde Naties werd unaniem aangenomen door de VN-Veiligheidsraad op 17 maart 2017. De resolutie verlengde de UNAMA-missie in Afghanistan verder met een jaar.
UNAMA werd op vraag van de Afghaanse overheid in 2002 opgericht, was actief in twaalf provincies, en telde in 2016 zo'n 1500 personeelsleden.
De Japanse vertegenwoordiger, Koro Bessho, zei dat de Veiligheidsraad een beter begrip moest hebben van de situatie in Afghanistan. Er moest besproken worden hoe de Raad pogingen tot het verbeteren van de veiligheid en ontwikkeling in het land beter kon ondersteunen. Ook vroeg Bessho om een nieuw format voor toekomstige vergaderingen over de VN-hulpmissie UNAMA. Interactieve discussie met de speciale vertegenwoordiger van de secretaris-generaal voor Afghanistan moest mogelijk worden.

## Achtergrond
In 1979 werd Afghanistan bezet door de Sovjet-Unie, die vervolgens werd bestreden door Afghaanse krijgsheren. Toen de Sovjets zich in 1988 terugtrokken raakten ze echter slaags met elkaar. In het begin van de jaren 1990 kwamen ook de Taliban op. In september 1996 namen die de hoofdstad Kabul in. Tegen het einde van het decennium hadden ze het grootste deel van het land onder controle en riepen ze een streng islamitische staat uit. 
In 2001 verklaarden de Verenigde Staten met bondgenoten hun de oorlog en moesten de Taliban zich terugtrekken, waarna een interim-regering werd opgericht. Die stond onder leiding van Hamid Karzai die in 2004 tot president werd verkozen. In 2015 begon het "overgangsdecennium", dat tot 2024 zou duren en waarin Afghanistan opnieuw zelf de controle zou nemen over de veiligheid, het bestuur en de ontwikkeling van het land.

## Inhoud
De Afghaanse regering van nationale eenheid ging haar derde jaar in. De Taliban, Al Qaida, Islamitische Staat, andere terreurgroepen en gewapende groeperingen bleven het gezag van de overheid en de veiligheid in het land ondermijnen. Er waren opnieuw meer burgers omgekomen; veelal bij zelfmoordaanslagen. Vrouwelijke functionarissen, vrouwenrechtenactivisten en journalisten werden vaak geviseerd.
Het mandaat van UNAMA werd verlengd tot 17 maart 2018. De missie ondersteunde de Afghaanse overheid tijdens het overgangsdecennium. De prioriteiten daarbij waren het promoten van internationale steun aan Afghanistan, de organisatie van verkiezingen, het vredesproces, regionale samenwerking, het versterken van de Onafhankelijke Afghaanse Mensenrechtencommissie en samenwerken met de NAVO-operatie Resolute Support. Na de terugtrekking van westerse troepen uit Afghanistan in 2021 heroverden de Taliban het land en vestigden er opnieuw een streng islamitisch emiraat.
Lijst ·  2337 ·  2338 ·  2339 ·  2340 ·  2341 ·  2342 ·  2343 ·  2344 ·  2345 ·  2346 ·  2347 ·  2348 ·  2349 ·  2350 ·  2351 ·  2352 ·  2353 ·  2354 ·  2355 ·  2356 ·  2357 ·  2358 ·  2359 ·  2360 ·  2361 ·  2362 ·  2363 ·  2364 ·  2365 ·  2366 ·  2367 ·  2368 ·  2369 ·  2370 ·  2371 ·  2372 ·  2373 ·  2374 ·  2375 ·  2376 ·  2377 ·  2378 ·  2379 ·  2380 ·  2381 ·  2382 ·  2383 ·  2384 ·  2385 ·  2386 ·  2387 ·  2388 ·  2389 ·  2390 ·  2391 ·  2392 ·  2393 ·  2394 ·  2395 ·  2396 ·  2397